# クリスティアーノ・ダ・シウヴァ
クリスティアーノ・ダ・シウヴァ（Cristiano da Silva、1987年1月12日 - ）は、ブラジル・パラナ州カンポ・モウロン出身の元サッカー選手。現役時代のポジションはミッドフィールダー、フォワード。

## 来歴

### ブラジル時代
ADAP/ガロ・マリンガFCの下部組織出身。2005年にコリチーバFCとプロ契約を結んだ後、ECジュベントゥージなど国内7つのクラブでプレーした。

### レッドブル・ザルツブルク
2012年1月、レッドブル・ザルツブルクのトライアルに合格し、移籍金100万ユーロ（約1億円）の3年半契約で入団。移籍初年度から背番号「10」を背負い、オーストリア・ブンデスリーガとオーストリア・カップの2冠獲得に貢献した。
2012-2013シーズンはラルフ・ラングニック新スポーツディレクターとロガー・シュミット新監督の構想から外れ、リーグ開幕後にセカンドチームのFCリーフェリングへ放出されたが、選手登録の期限を過ぎていたためオーストリア・ブンデスリーガのリーグ機構が移籍を認めず、同様の境遇にあったアラン、ラスムス・リンドグレンら4人のチームメイトと共に長期の出場停止処分を受けた。

### 栃木SC
2013年、J2・栃木SCに期限付き移籍。リーグ戦40試合に出場し、得点ランキング4位タイの16ゴールを記録した。

### ヴァンフォーレ甲府
2014年、J1・ヴァンフォーレ甲府に完全移籍。チームの守備的な戦術に適応できず、リーグ戦は5得点に終わったが、ヤマザキナビスコカップでは予選リーグ5試合で6ゴールを記録して得点王に輝いた。

### 柏レイソル
2015年、J1・柏レイソルに期限付き移籍。8月16日の2ndステージ第7節で、首位のサンフレッチェ広島を相手に来日後初のハットトリックを達成した。同年はリーグ戦全試合に出場して得点ランキング5位の14得点を挙げ、Jリーグ優秀選手賞を受賞。12月26日の第95回天皇杯準々決勝ベガルタ仙台戦では直接フリーキックのみでハットトリックを達成し、レアル・マドリード贔屓で知られるスペイン紙『マルカ』でも“本家”のクリスティアーノ・ロナウドになぞらえてその活躍が報じられ、「リオネル・メッシでも達成したことのない偉業を成し遂げた」と賛辞を送られた。
翌シーズンも柏に残留する意向を示していたが、高額な移籍金がネックとなりクラブ側が獲得を断念し、2016年1月5日、期限付き移籍期間満了に伴い退団することが発表された。

### 甲府への復帰
2016年1月10日、ヴァンフォーレ甲府に復帰することが決定。リーグ開幕節のヴィッセル神戸戦では早速2得点を挙げ、クラブ史上初のJ1開幕戦勝利に貢献した。その後も1stステージ全17試合に出場し、チームトップの7得点を記録した。

### 再び柏へ
2016年6月22日、2ndステージから前年に在籍した柏レイソルへ完全移籍することが発表された。7月23日の2ndステージ第5節ガンバ大阪戦ではクラブのJ1通算1,000ゴール目を決め、来日後自身3度目のハットトリックを達成した。2ndステージでは9得点を挙げ、1stステージの甲府在籍時と合わせてシーズン通算16得点を記録。得点ランキング3位に輝き、2年連続でJリーグ優秀選手賞を受賞した。
2017年から柏のエースナンバーである背番号「9」を背負う。4月22日の第8節横浜F・マリノス戦において1得点を決めて連勝に貢献した。10月25日、天皇杯準々決勝の川崎フロンターレ戦では自身の得点で勝利して準決勝進出に貢献した。
2019年、自身6年振りのJ2でのプレーとなった。7月には月間5試合にフル出場し、3得点3アシストの結果を残したことが評価され月間MVPを受賞 。8月には第29節FC岐阜戦の前半7分に記録したロングシュートでの得点が月間ベストゴールに選出された。最終節京都サンガF.C.戦でハットトリックを達成するなど、19得点18アシストを記録し柏のJ2優勝に貢献した。
2020年2月22日の開幕節北海道コンサドーレ札幌戦で2アシストの活躍。その後新型コロナウイルス感染症の影響による中断期間中に下半身筋肉系を故障し、リーグ戦再開後も欠場。10月3日の第20節横浜FC戦で復帰するも、出場試合数15と4得点はいずれも来日後自身ワースト記録となった。

### V・ファーレン長崎
2021年12月26日、V・ファーレン長崎に完全移籍で加入することが発表された。2022年はリーグ戦36試合6得点、天皇杯1試合1得点を記録。2023年は外国人枠の関係で出場機会が限られ、7月31日の時点でリーグ戦で12試合2得点、天皇杯1試合の出場にとどまっていた。

### 2度目の甲府復帰
2023年8月2日、ヴァンフォーレ甲府に期限付き移籍で加入することが発表。2016年以来となる2度目の甲府復帰となった。

## プレースタイル
スピードとパワーを兼備し、ダイナミックなドリブルが武器。ミドルレンジからの強力なシュートを決めることも多い。

## 個人成績
| 国内大会個人成績 | 国内大会個人成績 | 国内大会個人成績 | 国内大会個人成績 | 国内大会個人成績 | 国内大会個人成績 | 国内大会個人成績 | 国内大会個人成績 | 国内大会個人成績 | 国内大会個人成績 | 国内大会個人成績 | 国内大会個人成績 |
| 年度             | クラブ           | 背番号           | リーグ           | リーグ戦         | リーグ戦         | リーグ杯         | リーグ杯         | オープン杯       | オープン杯       | 期間通算         | 期間通算         |
| 年度             | クラブ           | 背番号           | リーグ           | 出場             | 得点             | 出場             | 得点             | 出場             | 得点             | 出場             | 得点             |
| ブラジル         | ブラジル         | ブラジル         | ブラジル         | リーグ戦         | リーグ戦         | ブラジル杯       | ブラジル杯       | オープン杯       | オープン杯       | 期間通算         | 期間通算         |
| ---------------- | ---------------- | ---------------- | ---------------- | ---------------- | ---------------- | ---------------- | ---------------- | ---------------- | ---------------- | ---------------- | ---------------- |
| 2009             | シャペコエンセ   |                  | セリエD          | 13               | 1                | -                | -                | -                | -                | 13               | 1                |
| 2010             | ジュベントゥージ |                  | セリエC          | 7                | 1                | -                | -                | -                | -                | 7                | 1                |
| 2011             | ジュベントゥージ | セリエD          | 26               | 6                | -                | -                | -                | -                | 26               | 6                |                  |
| オーストリア     | オーストリア     | オーストリア     | オーストリア     | リーグ戦         | リーグ戦         | リーグ杯         | リーグ杯         | オーストリア杯   | オーストリア杯   | 期間通算         | 期間通算         |
| 2011-12          | ザルツブルク     | 10               | ブンデス         | 15               | 3                | -                | -                | 3                | 0                | 18               | 3                |
| 2012-13          | ザルツブルク     | 10               | ブンデス         | 0                | 0                | -                | -                | 1                | 1                | 1                | 1                |
| 日本             | 日本             | 日本             | 日本             | リーグ戦         | リーグ戦         | リーグ杯         | リーグ杯         | 天皇杯           | 天皇杯           | 期間通算         | 期間通算         |
| 2013             | 栃木             | 11               | J2               | 40               | 16               | -                | -                | 1                | 0                | 41               | 16               |
| 2014             | 甲府             | 10               | J1               | 32               | 5                | 5                | 6                | 3                | 1                | 40               | 12               |
| 2015             | 柏               | 30               | J1               | 34               | 14               | 2                | 0                | 3                | 4                | 39               | 18               |
| 2016             | 甲府             | 10               | J1               | 17               | 7                | 4                | 0                | -                | -                | 21               | 7                |
| 2016             | 柏               | 37               | J1               | 17               | 9                | -                | -                | 3                | 3                | 20               | 12               |
| 2017             | 柏               | 9                | J1               | 33               | 12               | 2                | 0                | 4                | 4                | 39               | 16               |
| 2018             | 柏               | 9                | J1               | 34               | 8                | 4                | 1                | 1                | 1                | 39               | 10               |
| 2019             | 柏               | 9                | J2               | 39               | 19               | 3                | 0                | 2                | 0                | 44               | 19               |
| 2020             | 柏               | 9                | J1               | 15               | 4                | 3                | 0                | -                | -                | 18               | 4                |
| 2021             | 柏               | 9                | J1               | 31               | 7                | 2                | 1                | 2                | 1                | 35               | 9                |
| 2022             | 長崎             | 7                | J2               | 36               | 6                | -                | -                | 1                | 1                | 37               | 7                |
| 2023             | 長崎             | 7                | J2               | 12               | 2                | -                | -                | 1                | 0                | 13               | 2                |
| 2023             | 甲府             | 30               | J2               | 13               | 2                | -                | -                | -                | -                |                  |                  |
| 通算             | ブラジル         | ブラジル         | セリエC          | 7                | 1                | -                | -                | -                | -                | 7                | 1                |
| 通算             | ブラジル         | ブラジル         | セリエD          | 39               | 7                | -                | -                | -                | -                | 39               | 7                |
| 通算             | オーストリア     | オーストリア     | ブンデス         | 15               | 3                | -                | -                | 4                | 1                | 19               | 4                |
| 通算             | 日本             | 日本             | J1               | 213              | 66               | 22               | 8                | 16               | 14               | 251              | 88               |
| 通算             | 日本             | 日本             | J2               | 127              | 43               | 3                | 0                | 5                | 1                | 135              | 44               |
| 総通算           | 総通算           | 総通算           | 総通算           | 401              | 120              | 25               | 8                | 25               | 16               | 451              | 144              |

| 国際大会個人成績 | 国際大会個人成績 | 国際大会個人成績 | 国際大会個人成績 | 国際大会個人成績 |
| 年度             | クラブ           | 背番号           | 出場             | 得点             |
| UEFA             | UEFA             | UEFA             | CL予選           | CL予選           |
| ---------------- | ---------------- | ---------------- | ---------------- | ---------------- |
| 2012-13          | ザルツブルク     | 10               | 2                | 1                |
| AFC              | AFC              | AFC              | ACL              | ACL              |
| 2015             | 柏               | 30               | 9                | 3                |
| 2018             | 柏               | 9                | 5                | 1                |
| 通算             | UEFA             | UEFA             | 2                | 1                |
| 通算             | AFC              | AFC              | 14               | 4                |

その他の国際公式戦
- 2015年
  - AFCチャンピオンズリーグ2015 東地区プレーオフ 1試合0得点
- 2015年
  - AFCチャンピオンズリーグ2018 東地区プレーオフ 1試合2得点

### 出場歴
- Jリーグ初出場 - 2013年3月3日 J2第1節 松本山雅FC戦（栃木県グリーンスタジアム）
- Jリーグ初得点 - 2013年4月21日 J2第10節 FC岐阜戦（栃木県グリーンスタジアム）

## タイトル

### クラブ
ECジュベントゥージ
- カンピオナート・ド・インテリオール・ガウーショ（ポルトガル語版） : 2011
- コパFGF（ポルトガル語版） : 2011

レッドブル・ザルツブルク
- オーストリア・ブンデスリーガ：2011-12
- オーストリア・カップ：2011-12

柏レイソル
- J2リーグ：2019

### 個人
- Jリーグヤマザキナビスコカップ 得点王：1回（2014）
- Jリーグ優秀選手賞：3回（2015, 2016、2017年）
- J2リーグ・月間MVP：1回（2019年7月）
- J1リーグ・月間ベストゴール賞：1回（2018年12月[34]）
- J2リーグ・月間ベストゴール賞：1回（2019年8月）